# Anatole van Assche
Anatole van Assche (Sint-Truiden, 11 april 1888 – aldaar, 23 maart 1978) was een Belgisch componist, pianist, dirigent, stadsbeiaardier, organist, en muziekleraar.

## Levensloop
Anatole van Assche werd geboren te Sint-Truiden als Hubert Marie Anatole van Assche, afstammend van meerdere kunstzinnige en muziekminnende families en persoonlijkheden. Hij studeerde eerst aan de Muziekacademie te St.-Truiden bij onder meer Gustaaf Timmermans (fluit), en later aan het Conservatorium van Brussel bij meester Hanon (klarinet) en Raymond Moulaert (harmonie, contrapunt, orkestratie) en het Conservatorium van Luik bij Maurice Jaspar (piano) en Carl Smulders (harmonie).
Van Assche gaf als leerling-beiaardier van meester Timmermans zijn eerste publieke beiaardconcert op 15-jarige leeftijd in 1903 en werd reeds vier jaar later de officiële stadsbeiaardier van Sint-Truiden, wat hij bleef tot zijn pensioen in 1960. Hij verbeterde meermaals de beiaard van het lokale belfort, wat Jef Denyn, destijds stadsbeiaardier van Mechelen, deed opmerken "De Sint-Truidense beiaard is in rangorde de derde beste van België." Hij gaf in totaal ongeveer 8000 beiaardconcerten (gemiddeld 150 per jaar) en werd zo de onbenoemde “carilloneur” in de novelle "Uncle Spencer" (1924) van Aldous Huxley. Huxley woonde kort na de Eerste Wereldoorlog op de Grote Markt van Sint-Truiden en beschreef in "Uncle Spencer" uitvoerig de stad, alsook de volgens hem - behalve tijdens de oorlog - nooit zwijgende beiaard.
Hij was muziekleraar aan het Klein-Seminarie te Sint-Truiden (1905-1917) en leraar piano - hogere graad - aan de Stedelijke Muziekacademie (1905-1948). In 1919, als jongste van 17 kandidaten, benoemd tot vast dirigent van de Koninklijke Vlaamse Opera te Brussel. Hij nam echter na zes maanden ontslag om familiale redenen, vooraleer de opera na de oorlog weer opende.
Hij dirigeerde meerdere fanfares, harmonie- en symfonieorkesten, waaronder de fanfare Sinte-Christina te Brustem, de Koninklijke Harmonie der Gilden Sint-Truiden, de Symphonie van het Davidsfonds Limburg, de Harmonie van het Seminarie, de Koninklijke Harmonie van het Casino, enz.
Naast beiaard, piano en orgel speelde en improviseerde hij ook dwarsfluit solo, klarinet, en viool.
Hij lag in 1922 informeel mee aan de basis van NAVEA (NAtionale VEreniging voor Auteursrechten), later bekend als SABAM, en werd formeel lid in 1923 als lid nr. 67. In 1918 was hij stichter en directeur van het “Muziekcollege”, later omgevormd tot het “Limburgs Muziek-Instituut” (1936-1969). Hij was tevens oprichter en beheerder van een Oratorio-vereniging (1935-1940).
Hij was voorzitter van de jury (piano) van de Stedelijke Muziekschool te Hasselt (1933-1940) en tevens lid van de jury te Diest en Genk. Hij was ook lid van de Culturele Raad en voorzitter van de Auditiecommissies van de Nationaal Instituut voor de Radio-omroep - Gewestelijke omroep Hasselt (±1948-1962).
Hij was stichter en leider van de Sint-Truidense schaakclub De Drie Torens (1946-1952). Hij publiceerde ook regelmatig schaakvraagstukken in nationale Belgische dagbladen.

## Werk
Van Assche componeerde in totaal ongeveer 270 liederen, koorwerken, toneel-, piano- en beiaardmuziek, naast werken voor harmonie en symfonieorkest, waaronder
- Spel van St.-Trudo (1931, tekst van Rik Delporte) over het leven van Sint-Trudo;
- St.-Christinaspel (1949, tekst van E.P. Celie CSsR, opgevoerd in 1950) over het leven van Christina de Wonderbare.

Het merendeel van zijn werk bleef echter onuitgegeven en bevindt zich heden in het archief van het Studiecentrum voor Vlaamse Muziek. Uiteindelijk bijna volledig blind geworden, improviseerde hij in 1978 nog steeds op harmonium. Hij dicteerde nog kort voor zijn overlijden, volledig uit geheugen, zijn laatste compositie, genaamd "Stille nacht", enkele dagen na ze te hebben geïmproviseerd.

## Familie
- Vader van onder meer de kunstschilder Georgine van Assche.
- Grootvader van onder meer de altvioliste en performance artieste Dominica Eyckmans.